# Frisón de Bökingharde
El frisón de Bökingharde (autoglotónimo, Mooring o Frasch; en alemán: Bökingharder Friesisch) es un dialecto del idioma frisón septentrional, hablado en la antigua región de Bökingharde, parte del actual Distrito de Frisia Septentrional; todavía se habla en Dagebüll, Galmsbüll, Risum-Lindholm, Stedesand y alrededores.
Integra el grupo continental de los dialectos frisones del norte. Difiere de los dialectos insulares por la influencia relativamente intensa que ha sufrido por parte del bajo alemán. Sirve como una especie de lingua franca entre los hablantes de frisón en esa región, también se utiliza en Internet; una escuela en Risum-Lindholm imparte cursos en este dialecto.